# Oligophlebia amalleuta
Oligophlebia amalleuta is een vlinder uit de familie wespvlinders (Sesiidae), onderfamilie Tinthiinae.
Oligophlebia amalleuta is voor het eerst wetenschappelijk beschreven door Meyrick in 1910. De soort komt voor in het Oriëntaals gebied.